# Myzostoma cirriferum
Myzostoma cirriferum är en ringmaskart som beskrevs av Leuckart 1836. I den svenska databasen Dyntaxa används istället namnet Myzostoma cirrifera. Myzostoma cirriferum ingår i släktet Myzostoma och familjen Myzostomidae. Arten är reproducerande i Sverige. Inga underarter finns listade i Catalogue of Life.